# ویبری
ویبری (به لاتین: Veibri) یک روستا در استونی است که در دهستان لونیا واقع شده‌است.